# Relaciones entre Pakistán y Siria
Las relaciones entre Pakistán y Siria son las relaciones históricas, internacionales y bilaterales entre Siria y Pakistán.
A lo largo de la historia, el intercambio entre civilizaciones antiguas en ambas estuvo presente. Territorios del Pakistán moderno fueron parte de la ruta de la seda con Siria, y durante siglos, los misioneros islámicos sirios introdujeron el Islam en el ahora territorio pakistaní a partir del 711 d. C.
Junto con Rusia, Irán e India, el Pakistán ha alzado su voz para apoyar al Presidente Bashar al-Assad y ha exhortado enérgicamente a la solución pacífica de las Crisis Sirias, así como a oponerse a toda acción militar contra Siria.

## Relaciones extranjeras

### 1960-1970: Relaciones Políticas
Las relaciones exteriores comenzaron a crecer durante la década de 1960 cuando se enviaron contingentes de las Fuerzas Armadas de Pakistán a Siria, específicamente pilotos de caza para volar los aviones de combate Mig de la Fuerza Aérea Siria.
En el decenio de 1970, el Presidente sirio Hafez al-Assad visitó Pakistán para participar en la Organización Internacional de la Conferencia Islámica, siendo el primer presidente sirio en visitar Pakistán. Se cree que el presidente Hafez al-Assad fue un aliado cercano del ex primer ministro Zulfikar Ali Bhutto. En opinión del exjefe de estado, Khurshid Kasuri, el silencio de Pakistán es producto de los "Vínculos históricos entre las familias Bhutto y al-Assad"1. Tras la muerte de Zulfikar Ali Bhutto, el presidente sirio Hafez al-Assad concedió asilo a Benazir, Murtaza y Shahnavaz Bhutto en 1979 para apoyar su campaña izquierdista contra el presidente-general Zia-ul-Haq.

#### Pakistán y la guerra de Yom Kipur
Durante los acontecimientos que condujeron a la guerra de Yom Kipur contra Israel en 1973, también denominada Guerra del Ramadán en Pakistán, el Primer Ministro Zulfiakr Bhutto envió un fuerte contingente militar a las Fuerzas Armadas Sirias para ayudar y proporcionar el necesario entrenamiento militar de combate, a petición del Presidente sirio Hafez al-Assad. Entre 1973 y 1977, los asesores militares pakistaníes capacitaron al personal del ejército sirio en diversas tácticas militares, al tiempo que mantenían una sólida división de combate para proteger Damasco de cualquier posible ataque del ejército israelí. La Armada de Pakistán también desempeñó un papel activo en el suministro de equipo naval a la armada siria, mientras que la Fuerza Aérea de Pakistán envió una unidad de considerable tamaño de sus pilotos de caza para pilotar los aviones de combate de la Fuerza Aérea Siria, que operaban desde el campo de Inshas de la Fuerza Aérea Egipcia. El ala de las Fuerzas Armadas de Pakistán dirigida por el Comandante del Ala Masood Hatif, las Fuerzas Armadas del Pakistán y los pilotos de caza de la marina volaron varios aviones de combate MiG 21 de las Fuerzas Aéreas de Siria y, según se informa, realizaron patrullas agresivas a través de la frontera entre Siria e Israel.
En 1974, durante el punto álgido del conflicto, uno de los notables pilotos de caza de la Fuerza Aérea Pakistaní, el Teniente de Vuelo Sattar Alvi, que volaba el MiG-21 de la Fuerza Aérea Siria, derribó el avión de combate Mirage-IIIC de la Fuerza Aérea Israelí, que estaba pilotado por el Capitán M. Lutz. En otro combate aéreo en las semanas siguientes en 1974, el piloto de caza de la Fuerza Aérea Pakistaní, el Líder de Escuadrón Arif Manzoor, dirigiendo un ala de MiG-21, obligó a dos Mirages-III israelíes a un combate cercano, derribando a ambos Mirage III con los misiles K-13. Después de la guerra, el Teniente de Vuelo Alvi y el Líder de Escuadrón Arif Manzoor recibieron dos de las más altas condecoraciones de Siria por galantería en 1973, de manos del Presidente Hafez al-Assad en una ceremonia pública.

### 1970-1980: Enfriamiento y normalización de las relaciones
Después de la destitución de Bhutto, las relaciones de Pakistán con Siria cayeron en picado después de que el presidente Zia-ul-Haq asumiera el control del país en 1978. En 1981, las relaciones se deterioraron cuando el vuelo comercial de la PIA (Pakistan International Airlines), Boeing 720, fue secuestrado por operativos de al-Zulfikar en Damasco. El gobierno pakistaní había considerado durante mucho tiempo que al-Zulfikar contaba con el apoyo del presidente Hafez al-Assad.
Las tensiones aumentaron cuando Siria trató a los secuestradores como huéspedes del Estado, y la delegación del Ministerio de Asuntos Exteriores encabezada por el General de División Rahim Khan fue maltratada. Las relaciones se tensaron durante los cinco años siguientes, cuando las exitosas negociaciones del Ministerio de Asuntos Exteriores normalizaron las relaciones con Siria. En 1987, el presidente Zia-ul-Haq realizó una visita de estado sorpresa a Damasco y se reunió personalmente con el presidente Hafez al-Assad para dirigir el debate sobre la normalización de las relaciones. Con respecto a la inestabilidad política en Pakistán y la supresión de la alianza de izquierda liderada por Benazir Bhutto, el presidente al-Assad declaró en audiencia: "Si Pakistán hubiera adoptado el árabe, el idioma del Corán, como lengua nacional, no se habrían producido las divisiones lingüísticas y las divisiones políticas y la anarquía. El Pakistán habría seguido siendo un país unido."
Tras la muerte del presidente Zia-ul-Haq y el nombramiento de Benazir Bhutto como primera ministra, las relaciones se calentaron una vez más, ya que esta promovió fuertes ideas de izquierda y relaciones con Moscú.

### 1980-2000: Comercio, negocios y Educación
En los años 90, Siria buscó con éxito la ayuda de Pakistán para establecer su propia fábrica de tractores en el país. Desde la década de 1990, Pakistán ayudó a mejorar la industria azucarera, cementera, de fertilizantes y papelera de Siria, y se ha incrementado la cooperación en el proceso agrícola.
En el marco de un Programa de Asistencia Técnica del Pakistán, este país concedió becas semestrales a estudiantes sirios para que estudien ciencias agrícolas en la Universidad de Faisalabad; Pakistán también invirtió en la creación de los institutos de informática y computación de Damasco a finales de la década de 1990. Desde que Benazir Bhutto y el Partido Popular de Pakistán (PPP) llegaron al poder en 1993, las relaciones se calentaron cuando Siria apoyó el caso de Pakistán para Cachemira y se refirió a la ocupación india de Cachemira Oriental como "una agresión abierta" e ilegal. Sin embargo, Siria reconoce que Cachemira es un asunto bilateral entre India y Pakistán. Después de una larga negociación, Pakistán y Siria han acordado una cooperación mutua y un intercambio de expertos en el campo de la ciencia y la tecnología, lo cual condujo al establecimiento del Comité Conjunto Pak-Sirio sobre Ciencia y Tecnología en 2005.
El apoyo moral y diplomático de Pakistán continuó para la posición de Siria sobre los Altos del Golán en la ONU después de la Guerra de los Seis Días. Anualmente, Pakistán exporta un gran alijo de trigo y algodón a Siria a precios mínimos a cambio de que Siria provea de petróleo crudo a Pakistán a un precio menor.

### 2010–presente: Guerra Civil Siria
En 2010, el presidente Asif Zardari pagó una visita estatal a Siria para conocer con Presidente Bashar al-Assad y agilizar el intercambio de delegaciones en ambos gobiernos y niveles privados en sectores políticos y económicos, eventualmente firmarían un tratado de comercio en 2010.
Finalmente, tras el inicio de la Guerra Civil en Siria, Pakistán adoptó una política de neutralidad e impulsó su papel no beligerante durante el conflicto. La postura oficial de Pakistán se opone firmemente al uso de ataques militares contra Siria. En la reunión del Consejo de Seguridad de la ONU, Pakistán se abstuvo de votar una resolución contra Siria en la Asamblea General de la ONU. En la conferencia celebrada por Irán, Pakistán instó a la comunidad internacional a respetar la soberanía, la independencia y la integridad territorial.
Pakistán ha instado enérgicamente a los Estados Unidos y a las potencias occidentales a que eviten el uso de la fuerza militar en Siria. En una declaración, el portavoz del Ministro de Relaciones Exteriores Aizaz Chaudhry, sostuvo que la soberanía y la integridad territorial de Siria deben ser respetadas. Pakistán ha expresado en gran medida su profunda preocupación por la continua violencia y la amenaza de una posible acción militar estadounidense que se cierne sobre Siria, que ya está en conflicto. El Ministerio de Asuntos Exteriores de Pakistán también condenó enérgicamente el presunto uso de armas químicas del gobierno sirio, "Todas las partes involucradas deben adoptar el curso del diálogo en lugar de la violencia y debe buscarse una solución pacífica al conflicto", citó el ministro de Asuntos Exteriores. El Asesor de Seguridad Nacional, Sartaj Aziz, ha citado en las Naciones Unidas que: "Pakistán condena el uso de armas químicas, pero no apoya los ataques aéreos que propone Estados Unidos, ya que sólo hará que la situación sea "más preocupante". Aziz exhortó fuertemente a los Estados Unidos y al Reino Unido: "Debemos esperar el informe de la misión de la ONU sobre Siria".
En diciembre de 2015, el Ministerio de Asuntos Exteriores de Pakistán declaró que está en contra de cualquier intento de derribar el gobierno del presidente sirio Bashar al-Assad.
Para 2018, la Escuela Internacional de Damasco, que está bajo los auspicios de la Embajada de Pakistán, se ha convertido en una de las principales escuelas del país.